# Nativel Preciado
Nativel Preciado González (Madrid, 1948) és una periodista i escriptora espanyola.

## Biografia
S'inicia professionalment en el diari Arriba en 1966, d'on passa al desaparegut diari Madrid, en el qual roman entre 1967 i 1971.
Especialitzada en informació política, va ser testimoni i transmissora dels importants esdeveniments esdevinguts durant l'època de la Transició des del diari ABC i la revista Interviú. En 1982 s'incorpora a la redacció de la recién creada revista Tiempo.
La seva activitat com a columnista d'opinió en premsa escrita l'ha compaginat amb la participació en tertúlies i debats tant en ràdio com en televisió. En el primer mig, després de col·laborar amb Luis del Olmo en Protagonistas a Onda Cero, es va incorporar a la Cadena SER en 1996 i des de llavors és una de les tertulianas habituals en els programes Ahora por ahora La Ventana i Hora 25.
A televisió ha intervingut en els espais Hermida y Cia. (1994-1996), El primer café (1999-2003), amb Isabel San Sebastián i La respuesta (2003-2004), Ruedo Ibérico (2004-2005) tots ells a Antena 3, així com 59 segundos (des de 2004) a TVE. Des de finals dels anys seixanta ha conreat el gènere de la biografia i ha escrit, entre d'altres, les dels boxadors Cassius Clay i José Legrá.

## Premis
- Premi de Periodisme Francisco Cerecedo (1986).
- Premi Víctor de la Serna (1989).
- Finalista del Premi Planeta (1999), per la seva primera novel·la El egoísta.
- Premi Primavera de Novel·la (2007), per Camino de hierro.

## Llibres publicats
- Biografía completa de Cassius Clay. 1969.
- Biografía completa de Legrá. 1969.
- Las folclóricas. 1973.
- La cara de los borbones. 1975.
- Fuera de campo. 1991.
- El sentir de las mujeres. 1996.
- Amigos íntimos. 1998.
- El egoista. 1999.
- Ser feliz. 2000.
- Extrañas parejas. 2000.
- Hablemos de la vida, con José Antonio Marina. 2002.
- Bodas de plata. 2003.
- Camino de hierro. 2006.